# تجاوز النمط
«تجاوز النمط» هو مصطلح يتم استخدامه أحيانًا في مراجعات الأعمال المكتوبة والموسيقى والفنون البصرية ويشير إلى قدرة الفنان على تجاوز اثنين أو أكثر من الأنماط الراسخة. على سبيل المثال، يشير المصطلح، في الكتابة، إلى الجمع بين نمط الرعب وقصة بوليسية غربية أو قاسية والخيال العلمي. وفي الموسيقى قد يشير المصطلح إلى أغنية تجمع بين أنماط معارضة أو تصنيف معارض.
ويذكرنا سماع المصطلح باستخدامات أخرى لمصطلح «كاسر» مثل «رجال الأمن المسؤولين عن مكافحة العصابات الإجرامية»، «صائدي الأشباح»، "Dambusters"، وما إلى ذلك.
إن المبدعون لا يشعرون دائمًا بالراحة عند العمل في إطار نمط محدد. لدرجة أن تجاوز النمط المألوف في عالم النشر أصبح نوعًا من الخيال الأدبي. وذهبت شركة النشر أتيكوس بوكس إلى ما هو أبعد من ذلك لتعلن على موقعها الإلكتروني: «نحن متخصصون في الخيال الأدبي الذي يتجاوز النمط المألوف - أي العناوين التي تقع بين شقوق الخيال الشعبي والروايات القصصية التي تتميز بشخصيات رئيسية لا تُنسى.»
قال الكاتب آلان مور في مجلة الكوميديا ماستارد في عام 2005: «أعني، هذا هو على الأرجح شيء سيئ أن أقول لشخص ما من إحدى المجلات الكوميدية، ولكنني لا أحب النمطية. وأعتقد أن النمطية تشكلت عن طريق بعض الكتاب غير الاعتياديين في WH Smiths في عشرينيات القرن الماضي لجعل وظيفته السخيفة التي لا قيمة لها أكثر سهولة له:» سيكون من الأسهل إذا ذكرت هذه الكتب الموضوع الذي تدور حوله على غلافها."" بمعنى: «في إحدى الروايات التي أكتبها، عنوانها القدس، هناك عدد كثير للغاية من الأشياء المضحكة وهناك أشياء خارقة للطبيعة؛ وهناك أشياء في المقدمة مثل ستيفن كينغ وهي مجرد وصف لأخي الذي يسير عبر كتلة من السهول. إنه لأمر مرعب. وهناك تاريخ اجتماعي وهناك أشياء سياسية. لماذا لا يتم خلطها معًا جميعًا؟ لأن هذا هو حال الحياة بالفعل. نحن نضحك ونبكي ونتعلم ونشتري القميص.» 

## وصلات خارجية
- TVtropes article: Genre Busting
- Guardian newspaper article: Genre Busting
- Definition from The Free Dictionary
- Definition from dictionary.reference.com
- Definition from Collins Dictionary